# 天主教巴热教区
天主教巴熱教區（拉丁語：Dioecesis Bagensis），是巴西一個天主教教區，位於東南部南大河州南部。屬佩洛塔斯總教區。
教區成立於1960年6月25日。2012年有教友365,000人，佔總人口80.0%。有十六個堂區、司鐸廿九人。現任教區主教為吉利奧·費利西奧。